# Adelano Rivera
Adelano Rivera ( 1910 - 10 tháng 2 năm 1945 ) hay còn viết là Atilano Rivera, là cầu thủ bóng chày chuyên nghiệp người Philippines từng thi đấu tại Giải bóng chày quốc gia Nhật Bản (nay là Nippon Professional Baseball) cho câu lạc bộ Tokyo Giants (nay là Yomiuri Giants). Ông được xem là người đầu tiên tới từ Đông Nam Á gia nhập và thi đấu tại một giải bóng chày chuyên nghiệp.

## Tiểu sử
Rivera sinh ra tại Philippines trong thời kì còn là vùng lãnh thổ dưới sự bảo hộ của Hoa Kỳ.
Sau khi tốt nghiệp trường Trung học Thương mại Manila, Rivera chơi bóng chày với tư cách đội trưởng và tay đập xếp thứ bốn (vị trí đánh bóng chủ lực) cho câu lạc bộ Hải quan Manila. Vào tháng 1 năm 1939, CLB Tokyo Giants (nay là Yomiuri Giants ) trong một chuyến du đấu Manila đã có một trận đối đầu với CLB Hải quan địa phương, và Rivera trong các lượt lên đánh của mình đã khuất phục tay ném Viktor Starukhin của Giants để giành chiến thắng cho CLB Hải quan. 
Màn thể hiện đánh bóng của Rivera đã giúp ông được đề nghị thi đấu cho Giants vào mùa xuân cùng năm, khiến ông trở thành cầu thủ người Philippines đầu tiên và duy nhất trong lịch sử bóng chày Nhật Bản cho tới nay.  Mang số áo 20, ông trở thành cầu thủ cầu thủ ngoài giữa và được xếp đánh bóng thứ sáu cho đội một Giants trong mùa giải 1939, và ghi được 6 home run, nhiều thứ tư toàn giải đấu. Vào ngày 24 tháng 8, trong một trận đấu trước Nagoya Kinko, ông đã đánh cú grand slam (home run khi chân chạy có trên tất cả các chốt) đầu tiên trong lịch sử CLB Giants, trước tay ném Nakayama Masayoshi .  
Do căng thẳng gia tăng trong quan hệ Nhật Bản - Hoa Kỳ, ông đã trở về Phillipines vào năm 1940  và thành lập một CLB bóng chày địa phương. Vào ngày 30 tháng 1 năm 1944, CLB đã chơi một trận đấu "Câu lạc bộ Nhật Bản", một đội bóng chày bao gồm quân nhân và sĩ quan Quân đội Đế quốc Nhật Bản, trong đó có cựu cầu thủ ném bóng của Giants Hirose Shuichi, người đang tại ngũ ở Philippines. Trong một lá thư mà Hirose gửi từ Philippines về Nhật Bản, ông và Rivera khi gặp mặt đã dành thời gian hồi tưởng lại thời gian thi đấu của họ cho CLB Giants. 
Không ai biết về số phận của Rivera sau Thế chiến II trong một thời gian dài. Tuy nhiên, khi hai cô con gái của Rivera đến Nhật Bản để tham dự Đại hội thể thao sinh viên thế giới năm 1967 trong thành phần đội tuyển bóng chuyền sinh viên Philippines, nguyên huấn luyện viên Giants Kawakami Tetsuharu đã tới gặp họ và hỏi thăm về tình hình Rivera. Kawakami được hai con của Rivera cho biết là ông, sau một thời gian làm việc cho hải quan, đã tham gia chiến đấu cho lực lượng kháng chiến Philippines chống Đế quốc Nhật, và tử trận. 